# Vrba (gmina Cetynia)
Vrba (cyr. Врба) – wieś w Czarnogórze, w gminie Cetynia. W 2011 roku liczyła 26 mieszkańców.